# Pelina subpunctata
Pelina subpunctata är en tvåvingeart som beskrevs av Becker 1896. Pelina subpunctata ingår i släktet Pelina och familjen vattenflugor. Inga underarter finns listade i Catalogue of Life.